# Wachhaus des Bamberger Tores

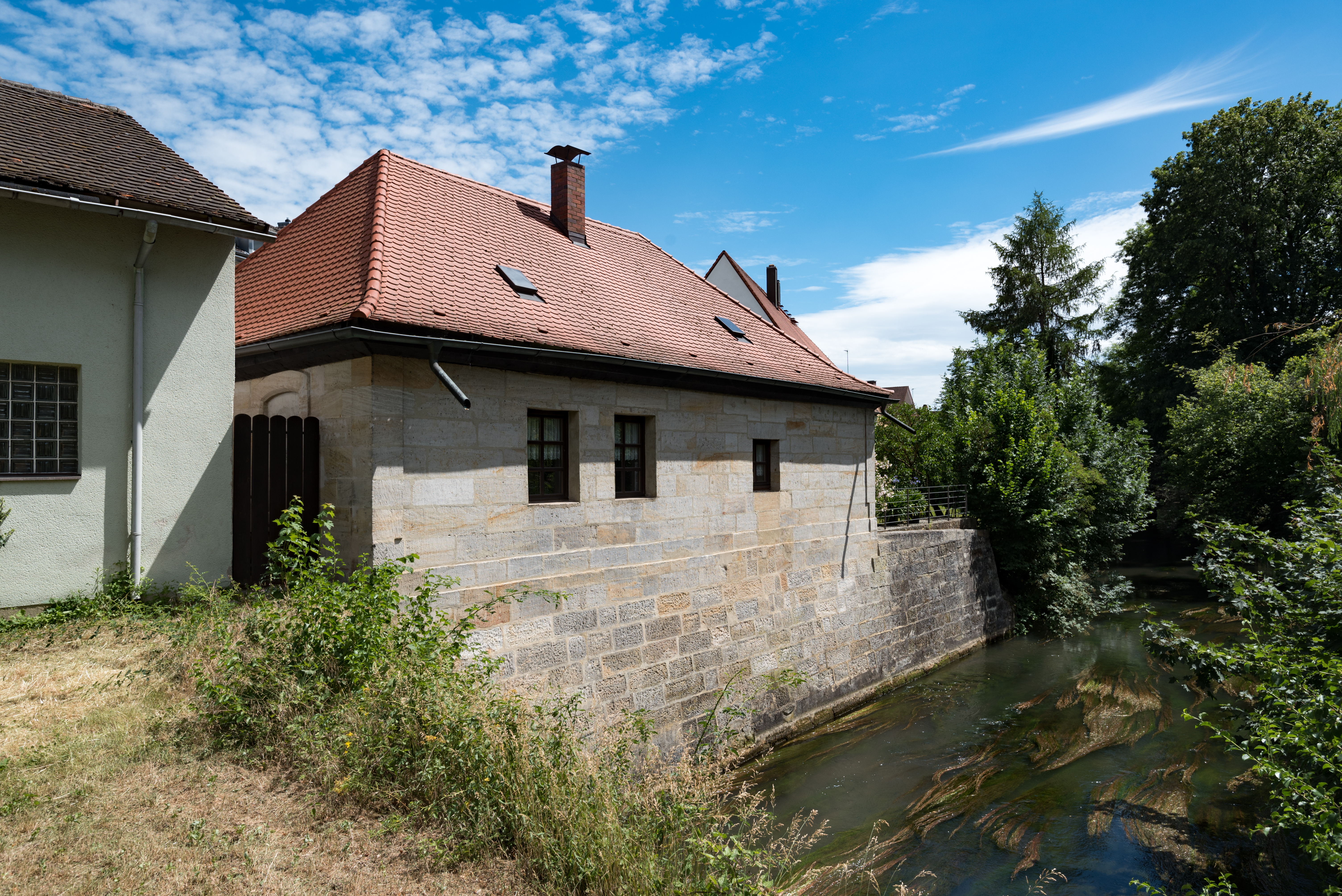
Wachhaus des Bamberger Tores in Forchheim

Das Wachhaus des Bamberger Tores in Forchheim, einer Stadt im oberfränkischen Landkreis Forchheim in Bayern, wurde 1746 errichtet. Das Wachhaus, Bamberger Straße 35a, ist ein geschütztes Baudenkmal. 
Der eingeschossige Walmdachbau mit offener Vorhalle wurde mit Sandsteinquadermauerwerk errichtet.